# Cyprus Women's Cup 2014
De 7e editie van de Cyprus Women's Cup, een vrouwenvoetbaltoernooi voor landenteams, startte op 5 maart 2014 en eindigde 12 maart 2014. 

## Stadions
| Stadion             | Stad      | Capaciteit |
| ------------------- | --------- | ---------- |
| GSP Stadium         | Nicosia   | 22 859     |
| GSZ Stadium         | Larnaca   | 13 032     |
| Ammochostos Stadium | Larnaca   | 5 500      |
| Paralimni Stadium   | Paralimni | 5 800      |

## Wedstrijden

### 1e ronde

#### Poule A
| # | Land     | Wedstrijden | Wedstrijden | Wedstrijden | Wedstrijden | Doelpunten | Doelpunten | Doelpunten | Punten |
| - | -------- | ----------- | ----------- | ----------- | ----------- | ---------- | ---------- | ---------- | ------ |
| # | Land     | G           | W           | G           | V           | V          | T          | Saldo      | Punten |
| 1 | Engeland | 3           | 3           | 0           | 0           | 7          | 0          | +7         | 9      |
| 2 | Canada   | 3           | 2           | 0           | 1           | 6          | 3          | +3         | 6      |
| 3 | Italië   | 3           | 0           | 1           | 2           | 2          | 6          | -4         | 1      |
| 4 | Finland  | 3           | 0           | 1           | 2           | 1          | 7          | -6         | 1      |

|                    |                               |              |         |                      |
| 5 maart 2014 14:30 | Canada                        | 3–0          | Finland | GSP Stadium, Nicosia |
| 5 maart 2014 14:30 | Schmidt 34', 41' Sinclair 60' | (en) Verslag |         | GSP Stadium, Nicosia |

|                    |                              |              |        |                              |
| 5 maart 2014 17:30 | Engeland                     | 2–0          | Italië | Ammochostos Stadium, Larnaca |
| 5 maart 2014 17:30 | Carney 45' (pen.) Duggan 62' | (en) Verslag |        | Ammochostos Stadium, Larnaca |

|                    |         |              |                                 |                      |
| 7 maart 2014 14:30 | Finland | 0–3          | Engeland                        | GSZ Stadium, Larnaca |
| 7 maart 2014 14:30 |         | (en) Verslag | Asante 31' Bonner 67' Aluko 72' | GSZ Stadium, Larnaca |

|                    |                                |              |             |                      |
| 7 maart 2014 17:30 | Canada                         | 3–1          | Italië      | GSZ Stadium, Larnaca |
| 7 maart 2014 17:30 | Matheson 33' Leon 44' Kyle 48' | (en) Verslag | Girelli 51' | GSZ Stadium, Larnaca |

|                     |                   |              |        |                      |
| 10 maart 2014 14:30 | Engeland          | 2–0          | Canada | GSP Stadium, Nicosia |
| 10 maart 2014 14:30 | Sanderson 2', 33' | (en) Verslag |        | GSP Stadium, Nicosia |

|                     |            |              |             |                      |
| 10 maart 2014 14:30 | Italië     | 1–1          | Finland     | GSZ Stadium, Larnaca |
| 10 maart 2014 14:30 | Panico 82' | (it) Verslag | Talonen 34' | GSZ Stadium, Larnaca |

#### Poule B
| # | Land      | Wedstrijden | Wedstrijden | Wedstrijden | Wedstrijden | Doelpunten | Doelpunten | Doelpunten | Punten |
| - | --------- | ----------- | ----------- | ----------- | ----------- | ---------- | ---------- | ---------- | ------ |
| # | Land      | G           | W           | G           | V           | V          | T          | Saldo      | Punten |
| 1 | Frankrijk | 3           | 2           | 1           | 0           | 7          | 3          | +4         | 7      |
| 2 | Schotland | 3           | 2           | 1           | 0           | 9          | 6          | +3         | 7      |
| 3 | Australië | 3           | 0           | 1           | 2           | 6          | 9          | -3         | 1      |
| 4 | Nederland | 3           | 0           | 1           | 2           | 5          | 9          | -4         | 1      |

|                    |                               |              |                      |                                                              |
| 5 maart 2014 14:30 | Nederland                     | 2–2          | Australië            | GSZ Stadium, Larnaca Scheidsrechter: Linn Andersson (Zweden) |
| 5 maart 2014 14:30 | Miedema 12' van der Gragt 33' | (en) Verslag | Gorry 54' Heyman 59' | GSZ Stadium, Larnaca Scheidsrechter: Linn Andersson (Zweden) |

|                    |                    |              |            |                                                                 |
| 5 maart 2014 17:30 | Frankrijk          | 1–1          | Schotland  | GSZ Stadium, Larnaca Scheidsrechter: Frida Nielsen (Denemarken) |
| 5 maart 2014 17:30 | Beattie 68' (e.d.) | (en) Verslag | L. Ross 8' | GSZ Stadium, Larnaca Scheidsrechter: Frida Nielsen (Denemarken) |

|                    |                                 |              |                                  |                                                                   |
| 7 maart 2014 14:30 | Schotland                       | 4–3          | Nederland                        | GSP Stadium, Nicosia Scheidsrechter: Esther Staubli (Zwitserland) |
| 7 maart 2014 14:30 | Evans 16', 18', 34' Beattie 55' | (en) Verslag | Pieëte 43' Martens 44' Melis 70' | GSP Stadium, Nicosia Scheidsrechter: Esther Staubli (Zwitserland) |

|                    |                                |              |                               |                      |
| 7 maart 2014 17:30 | Australië                      | 2–3          | Frankrijk                     | GSP Stadium, Nicosia |
| 7 maart 2014 17:30 | Kerr 55' van Egmond 72' (pen.) | (en) Verslag | Delie 9' Thomis 24' Nécib 37' | GSP Stadium, Nicosia |

|                     |           |              |                                 |                                                               |
| 10 maart 2014 17:30 | Nederland | 0–3          | Frankrijk                       | GSP Stadium, Nicosia Scheidsrechter: Lena Lethovara (Finland) |
| 10 maart 2014 17:30 |           | (fr) Verslag | Bussaglia 39', 81' Renard 90+4' | GSP Stadium, Nicosia Scheidsrechter: Lena Lethovara (Finland) |

|                     |                 |              |                                 |                                                               |
| 10 maart 2014 17:30 | Australië       | 2–4          | Schotland                       | GSZ Stadium, Larnaca Scheidsrechter: Jenny Palmqvist (Zweden) |
| 10 maart 2014 17:30 | Heyman 64', 74' | (en) Verslag | Evans 13' J. Ross 30', 31', 70' | GSZ Stadium, Larnaca Scheidsrechter: Jenny Palmqvist (Zweden) |

#### Poule C
| # | Land          | Wedstrijden | Wedstrijden | Wedstrijden | Wedstrijden | Doelpunten | Doelpunten | Doelpunten | Punten |
| - | ------------- | ----------- | ----------- | ----------- | ----------- | ---------- | ---------- | ---------- | ------ |
| # | Land          | G           | W           | G           | V           | V          | T          | Saldo      | Punten |
| 1 | Zuid-Korea    | 3           | 1           | 2           | 0           | 6          | 2          | +4         | 5      |
| 2 | Ierland       | 3           | 1           | 2           | 0           | 4          | 3          | +1         | 5      |
| 3 | Zwitserland   | 3           | 1           | 1           | 1           | 4          | 4          | 0          | 4      |
| 4 | Nieuw-Zeeland | 3           | 0           | 1           | 2           | 2          | 7          | -5         | 1      |

|                    |               |              |              |                                 |
| 5 maart 2014 14:30 | Nieuw-Zeeland | 1–1          | Ierland      | Tasos Markos Stadium, Paralimni |
| 5 maart 2014 14:30 | Wilkinson 87' | (en) Verslag | O'Gorman 64' | Tasos Markos Stadium, Paralimni |

|                    |               |              |               |                                                                           |
| 5 maart 2014 17:30 | Zwitserland   | 1–1          | Zuid-Korea    | Tasos Markos Stadium, Paralimni Scheidsrechter: Nina Lehtovaara (Finland) |
| 5 maart 2014 17:30 | Dickenmann 6' | (de) Verslag | Ji So-Yun 48' | Tasos Markos Stadium, Paralimni Scheidsrechter: Nina Lehtovaara (Finland) |

|                    |           |              |               |                                                                            |
| 7 maart 2014 14:30 | Ierland   | 1–1          | Zuid-Korea    | Tasos Markos Stadium, Paralimni Scheidsrechter: Lorraine Clark (Schotland) |
| 7 maart 2014 14:30 | Quinn 24' | (en) Verslag | Ji So-Yun 38' | Tasos Markos Stadium, Paralimni Scheidsrechter: Lorraine Clark (Schotland) |

|                    |                   |              |               |                                 |
| 7 maart 2014 17:30 | Zwitserland       | 2–1          | Nieuw-Zeeland | Tasos Markos Stadium, Paralimni |
| 7 maart 2014 17:30 | Aigbogun 65', 67' | (en) Verslag | Wilkinson 3'  | Tasos Markos Stadium, Paralimni |

|                     |                       |              |                          |                                 |
| 10 maart 2014 14:30 | Zwitserland           | 1–2          | Ierland                  | Tasos Markos Stadium, Paralimni |
| 10 maart 2014 14:30 | Dickenmann 76' (pen.) | (en) Verslag | O’Sullivan 48' Roche 90' | Tasos Markos Stadium, Paralimni |

|                     |                                                         |              |               |                                                                            |
| 10 maart 2014 17:30 | Zuid-Korea                                              | 4–0          | Nieuw-Zeeland | Tasos Markos Stadium, Paralimni Scheidsrechter: Lorraine Clark (Schotland) |
| 10 maart 2014 17:30 | Kwon Hah-Nul 8', 71' Yoo Young-A 36' Park Hee-young 52' | (en) Verslag |               | Tasos Markos Stadium, Paralimni Scheidsrechter: Lorraine Clark (Schotland) |

## Finale matchen

### 11e plaats
|                     |         |              |               |                                 |
| 12 maart 2014 11:00 | Finland | 0–1          | Nieuw-Zeeland | Tasos Markos Stadium, Paralimni |
| 12 maart 2014 11:00 |         | (fi) Verslag | Gregorius 42' | Tasos Markos Stadium, Paralimni |

### 9e plaats
|                     |                                        |              |                 |                                                                 |
| 12 maart 2014 11:30 | Nederland                              | 4–1          | Zwitserland     | GSZ Stadium, Larnaca Scheidsrechter: Frida Nielsen (Denemarken) |
| 12 maart 2014 11:30 | Miedema 1' Martens 17', 50' Heuver 90' | (de) Verslag | Crnogorčević 3' | GSZ Stadium, Larnaca Scheidsrechter: Frida Nielsen (Denemarken) |

### 7e plaats
|                     |                          |              |                                                 |                                 |
| 12 maart 2014 14:00 | Italië                   | 2–5          | Australië                                       | Tasos Markos Stadium, Paralimni |
| 12 maart 2014 14:00 | Tuttino 86' Panico 90+1' | (de) Verslag | Kerr 17' van Egmond 22', 38' Gorry 56' Raso 79' | Tasos Markos Stadium, Paralimni |

### 5e plaats
|                     |                          |              |                |                      |
| 12 maart 2014 14:00 | Canada                   | 2–1          | Ierland        | GSP Stadium, Nicosia |
| 12 maart 2014 14:00 | Matheson 55' Schmidt 90' | (en) Verslag | Littlejohn 13' | GSP Stadium, Nicosia |

### 3e plaats
|                     |                                |              |                                       |                                                              |
| 12 maart 2014 14:30 | Schotland                      | 1–1          | Zuid-Korea                            | GSZ Stadium, Larnaca Scheidsrechter: Linn Andersson (Zweden) |
| 12 maart 2014 14:30 | Little 87'                     | (en) Verslag | Yoo Young-A 64'                       | GSZ Stadium, Larnaca Scheidsrechter: Linn Andersson (Zweden) |
| 12 maart 2014 14:30 | Strafschoppen                  |              |                                       | GSZ Stadium, Larnaca Scheidsrechter: Linn Andersson (Zweden) |
| 12 maart 2014 14:30 | Corsie J. Ross Beattie Sneddon | 1–3          | Ji So-Yun Park Hee-young Kwon Hah-Nul | GSZ Stadium, Larnaca Scheidsrechter: Linn Andersson (Zweden) |

### Finale
|                     |          |              |                     |                      |
| 12 maart 2014 18:00 | Engeland | 0–2          | Frankrijk           | GSP Stadium, Nicosia |
| 12 maart 2014 18:00 |          | (en) Verslag | Thiney 6' Abily 18' | GSP Stadium, Nicosia |

## Eindrangschikking
| rang   | land          |
| ------ | ------------- |
| Goud   | Frankrijk     |
| Zilver | Engeland      |
| Brons  | Zuid-Korea    |
| 4.     | Schotland     |
| 5.     | Canada        |
| 6.     | Ierland       |
| 7.     | Australië     |
| 8.     | Italië        |
| 9.     | Nederland     |
| 10.    | Zwitserland   |
| 11.    | Nieuw-Zeeland |
| 12.    | Finland       |

2008 · 2009 · 2010 · 2011 · 2012 · 2013 · 2014 · 2015 · 2016 · 2017 · 2018 · 2019 · 2020 · 2021